# Small Town Girl (1953)
Small Town Girl (Brasil: Senhorita Inocência / Portugal: Uma Rapariga da Província) é um filme norte-americano de 1953, do gênero musical, dirigido por Leslie Kardos e estrelado por Jane Powell e Farley Granger.

## Notas sobre a produção

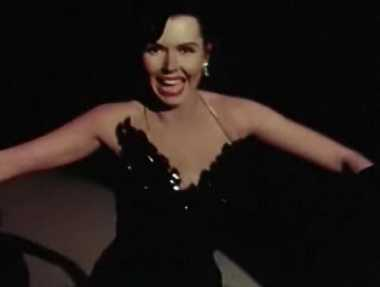
Ann Miller no trailer do filme

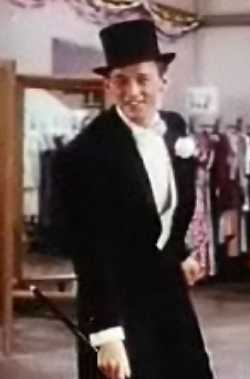
Bobby Van em outra cena do trailer do filme

## Galeria

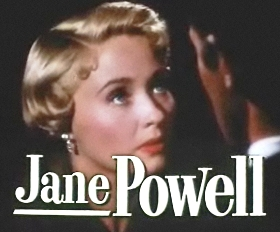
Jane Powell no trailer do filme
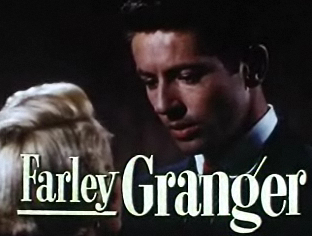
Farley Granger no trailer do filme
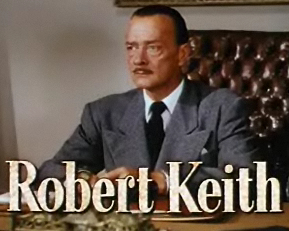
Robert Keith no trailer do filme
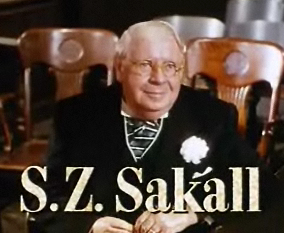
S. Z. Sakall no trailer do filme
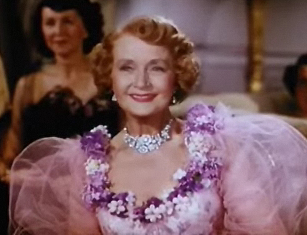
Billie Burke no trailer do filme